# Bund für Umwelt und Naturschutz Deutschland
Der Bund für Umwelt und Naturschutz Deutschland e. V. (Apronym BUND) ist eine nichtstaatliche Umwelt- und Naturschutzorganisation mit Sitz in Berlin. Er ist das deutsche Mitglied des internationalen Naturschutznetzwerkes Friends of the Earth und Teil des Deutschen Naturschutzrings (DNR). Der BUND ist einer der größten Umwelt- und Naturschutzverbände in Deutschland; Vorsitzender ist Olaf Bandt.
Der Verein wurde am 20. Juli 1975 als „Bund Natur und Umweltschutz Deutschland e. V.“ von 21 Umweltschützern, darunter Bodo Manstein (1. Vorsitzender), Horst Stern, Bernhard Grzimek, Hubert Weinzierl, Gerhard Thielcke, Herbert Gruhl, Hubert Weiger sowie Enoch zu Guttenberg unter maßgeblicher Mithilfe des Bundes Naturschutz in Bayern in Marktheidenfeld gegründet. 1977 erfolgte die Umbenennung des Vereins in den heutigen Namen.
Der BUND ist mit rund 470.000 Mitgliedern (und rund 180.000 Spendern) (Stand 2019) einer der großen Umweltverbände Deutschlands. Vom Staat ist er als Umwelt- und Naturschutzverband (im Rahmen des Bundesnaturschutzgesetzes) anerkannt und muss daher bei Eingriffen in den Naturhaushalt angehört werden. Außerdem verfügt er aus dem Umwelt-Rechtsbehelfsgesetz über ein Verbandsklage-Recht.
Der BUND sieht sich seit Jahren in der Rolle des kritischen Mahners und Beobachters, der umweltpolitische Defizite aufdeckt, politischen Lobbyismus leistet und die Öffentlichkeit aufklärt. Er fragt etwa danach, wie erneuerbare Energien ausgebaut werden können, wie Flüsse und Seen vor Schadstoffen geschützt werden können, wie Strahlenbelastungen reduziert werden können und wie der Naturschutz forciert werden kann. Der Verein fordert eine Kehrtwende in der Agrarpolitik. Aktionen und Kampagnen auf regionaler, nationaler und internationaler Ebene führten zur Erhaltung von Moorgebieten, zur Mobilmachung gegen die Atomkraft und zur Werbung für umwelt- und gesundheitsverträgliche Produkte.
Der BUND ist einer der 56 qualifizierten Verbraucherverbände in Deutschland, die eine Musterfeststellungsklage oder Abhilfeklage durchführen dürfen.

## Organisation

Organisationsstruktur des BUND

Der BUND ist föderal organisiert. Neben dem Bundesverband gibt es 16 Landesverbände (der bayerische Landesverband führt den Namen „Bund Naturschutz in Bayern e. V.“) und über 2000 regionale Kreis- und Ortsgruppen, die sich mit lokalen ökologischen Problemen beschäftigen. Ehrenamtliche Facharbeitskreise auf Bundes- und Landesebene befassen sich etwa mit der Bio- und Gentechnologie, dem Bodenschutz, umweltfreundlichen Energien, gesundheitlichen und rechtlichen Fragen. Neben den ehrenamtlichen gibt es einige fest angestellte Mitarbeiter, vor allem in der Bundesgeschäftsstelle und in den Landesgeschäftsstellen.
Ältester Landesverband im Bundesverband ist der Bund Naturschutz in Bayern, der 1913 in München gegründet wurde. Zweitältester Landesverband ist der Landesverband Bremen, der aus der Bremer Naturschutzgesellschaft hervorging, die ihrerseits aus einem 1914 in Bremen gegründeten Vogelschutzverein entstanden war.
Der Bundesverband wie auch die Landesverbände sind jeweils eigenständige Vereine, während die Regional- und Ortsgruppen rein rechtlich Bestandteile ihres Landesverbands sind. Ein Mitglied des BUND ist somit immer sowohl Mitglied im Bundesverband als auch im entsprechenden Landesverband. Neben den „Vollmitgliedern“ kennt der BUND die „Fördermitglieder“, die regelmäßig spenden, aber nicht an der Verbandsdemokratie teilnehmen.
Der Verband ist intern von unten nach oben organisiert, d. h. die Mitglieder einer Verbandsebene wählen jeweils aus ihrer Mitte die Amtsträger und die Vertreter (Delegierten) für die nächsthöhere Ebene; Mitglieder- und Delegiertenversammlungen sind öffentlich. Den Landesvorständen und dem Bundesvorstand gehören neben den direkt gewählten Mitgliedern außerdem auch je ein Vertreter der BUNDjugend, der Facharbeitskreise („wissenschaftlicher Rat“) sowie der Regional-/Landesverbände („Landesrat“/„Verbandsrat“) an. Auf Bundesebene koordinieren sich der Vorstand, der wissenschaftliche Beirat und der Verbandsrat im Gesamtrat.
Selbständig innerhalb des BUND agiert die BUNDjugend mit ihren Untergliederungen in den Bundesländern (in Bayern die „Jugendorganisation Bund Naturschutz“) und den einzelnen Jugendgruppen.
Der BUND ist Einsatzstelle für Teilnehmer des FÖJ (freiwilliges ökologisches Jahr) und des BFD (Bundesfreiwilligendienst); es gibt Stellen beim Bundesverband, bei den Landesverbänden und bei der BUNDjugend.

### Vorsitzende
Vorsitzende waren:
- Juli–November 1975: Bodo Manstein
- 1975–1977: Herbert Gruhl
- 1977–1983: Gerhard Thielcke
- 1983–1998: Hubert Weinzierl
- 1998–2007: Angelika Zahrnt
- 2007–2019: Hubert Weiger
- seit 2019: Olaf Bandt

### Facharbeitskreise
Es gibt 20 Bundes-Arbeitskreise, in denen sich ehrenamtliche Mitglieder – oft renommierte Wissenschaftler – mit aktuellen Fragen des Umweltschutzes beschäftigen. Zu den Aufgaben der Arbeitskreise gehört die Teilnahme an Anhörungen des Bundestages, die Prüfung neuer Gesetze und das Erarbeiten umweltfreundlicher Konzepte. Darüber hinaus organisieren die Arbeitskreise Seminare und Tagungen und geben ihr Wissen in Informationsbroschüren weiter. Die Landesverbände haben im Rahmen ihrer Möglichkeiten ebenfalls Facharbeitskreise mit ähnlichen Themen.
Die Sprecher der Arbeitskreise bilden gemeinsam mit einem Vertreter der BUNDjugend und seinem Vorsitzenden den Wissenschaftlichen Beirat des BUND, der den Bundesvorstand fachlich berät. Der Vorsitzende des Beirats ist kraft Satzung Mitglied des Bundesvorstands.
Im Jahr 2025 gab es folgende Bundes-Facharbeitskreise:
| - Atomenergie & Strahlenschutz - Bodenschutz und Altlasten - Energie - Gentechnik - Gesundheit | - Sozial-ökologische Transformation - Internationale Umweltpolitik - Landwirtschaft - Meer und Küste - Recht | - Umweltbildung - Umweltchemikalien/Toxikologie - Umweltethik - Mobilität | - Wald - Wasser - Wirtschaft/Finanzen - Zukunftsfähige Raumnutzung |

Auf der Bundesdelegiertenversammlung im November 2024 wurde zudem die Gründung eines neuen Bundesarbeitskreises zum Thema "Sozial-ökologische Transformation" unter der Leitung von Christian Berg beschlossen.
Neben den Arbeitskreisen gibt es im BUND zwei Kommissionen: Seit 2012 besteht die Kommission Wissenschaftspolitik im wissenschaftlichen Beirat. Ihre Aufgabe ist die Analyse des Wissenschaftssystems und der Einsatz für eine zukunftsfähige Entwicklung, also eine Querschnittsfunktion über alle Fachgebiete des BUND hinweg. Die Atom- und Strahlenkommission (BASK) wurde 1986 anlässlich der Reaktorkatastrophe von Tschernobyl eingerichtet, auch als Gegengewicht zur staatlichen Strahlenschutzkommission. Das unabhängige Fachgremium berät den Bundesvorstand ehrenamtlich zur Nutzung der Atomkraft und zum Schutz vor ionisierender Strahlung.

### Mitgliedschaften, Kooperationen
Der BUND ist Mitglied bei zahlreichen Verbänden und Vereinen, unter anderem bei:
- Friends of the Earth Europe und International, seit 1989 als deutsche Sektion des Europäischen Umweltnetzwerkes
- Deutscher Naturschutzring, dem Dachverband der deutschen Umwelt- und Naturschutzverbände
- Attac, einem globalisierungskritischen Netzwerk
- Grüner Strom Label, einem Verein, der Ökostrom-Angebote zertifiziert
- natureplus, einem Verein zur Vergabe eines Umweltgütesiegels für Baustoffe[12]
- Kuratorium Baum des Jahres
- Atomausstieg selber machen, einem Bündnis, das über Ökostrom informiert und zum Stromanbieterwechsel motivieren will
- NEULAND, einem Verein zur Vermarktung von Produkten aus tier- und umweltgerechter bäuerlicher Nutztierhaltung
- EUROPARC Deutschland, dem Dachverband der Nationalparks, Biosphärenreservate und Naturparks
- Initiative Transparente Zivilgesellschaft (als Unterzeichner).[13]

Der BUND kooperiert bzw. kooperierte mit
- dem Bundesverband Bürgerinitiativen Umweltschutz
- dem Bischöflichen Hilfswerk Misereor (für die Studie „Zukunftsfähiges Deutschland“ (1996), die den Diskurs zur Nachhaltigkeit stark prägte)
- Brot für die Welt und dem Evangelischen Entwicklungsdienst (EED) (für die Nachfolgestudie „Zukunftsfähiges Deutschland in einer globalisierten Welt“ (2008))
- der Stiftung Europäisches Naturerbe (Euronatur), die der BUND mit initiiert hat
- der Bodensee-Stiftung, einer internationalen Stiftung für Natur und Kultur mit Sitz in Radolfzell
- McPlanet.com, einem globalisierungskritischen Umweltkongress
- dem deutschen Tierschutzbund bei dem Tierwohllabel NEULAND[14]

### Finanzen
2019 beliefen sich die Gesamteinnahmen auf 35,9 Millionen Euro. Spenden – der Verein ist als gemeinnützig anerkannt – und Mitgliedsbeiträge machen mehr als zwei Drittel der Gesamteinnahmen aus.

## Ziele
Der BUND setzt sich für die Erhaltung der natürlichen Lebensgrundlagen ein.
Im Einzelnen steht er unter anderem für
- den Umbau der Energiewirtschaft hin zu regenerativen Energiequellen[15]
- die Verkehrswende hin zur nachhaltigen Mobilität[16]
- eine Förderung des öffentlichen Personennahverkehrs sowie des Fahrrad- und Fußverkehrs
- einen sanften Tourismus: Fahrrad- und Wanderurlaube, Fernfahrten mit der Bahn
- ein Energiespar- und Sanierungsprogramm des Wohnungs- und Hausbestandes
- den Schutz von ökologisch wertvollen Flächen und Landschaften
- eine umweltfreundliche und artgerechte Land- und Forstwirtschaft
- eine stärkere Sensibilisierung der Bevölkerung für Fragen des Umwelt- und Naturschutzes

## Aktivitäten und Projekte

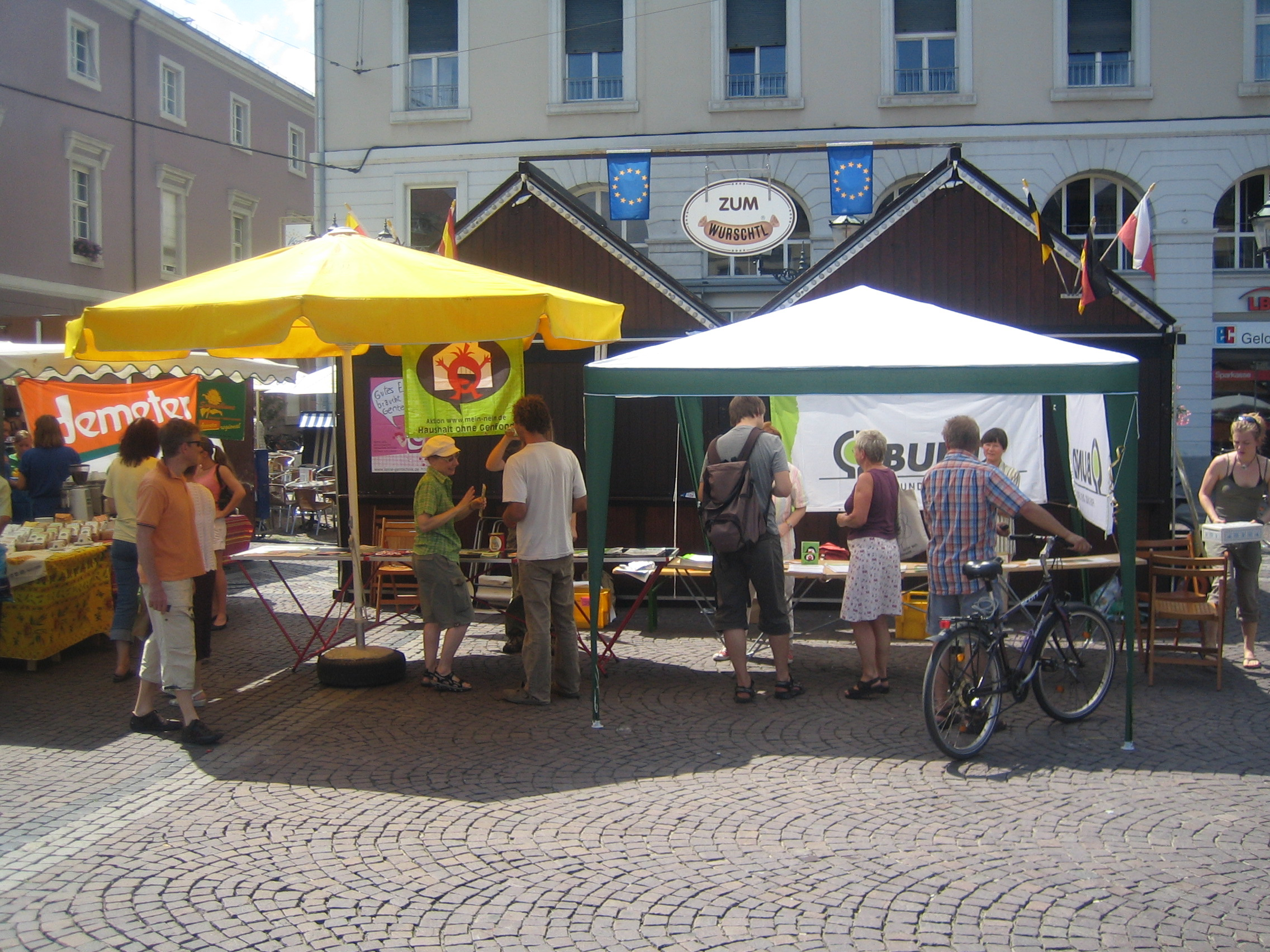
Informationsstand des BUND zum Thema Gentechnik, 2007 in Karlsruhe
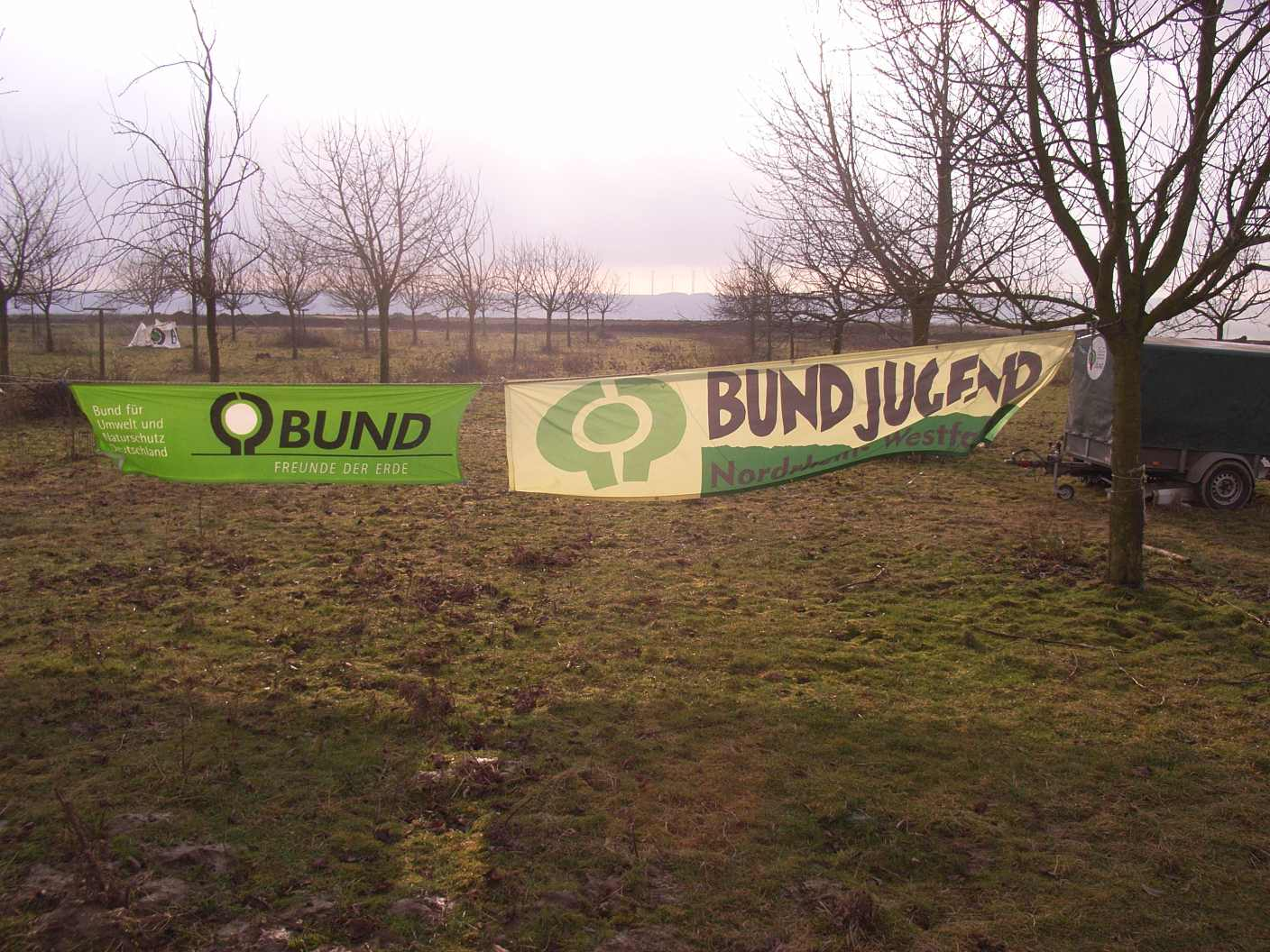
Verbandseigene Obstwiese bei Alt-Otzenrath am Rand des Tagebaus Garzweiler (im Januar 2008 enteignet und dem Braunkohletagebau zugeführt)
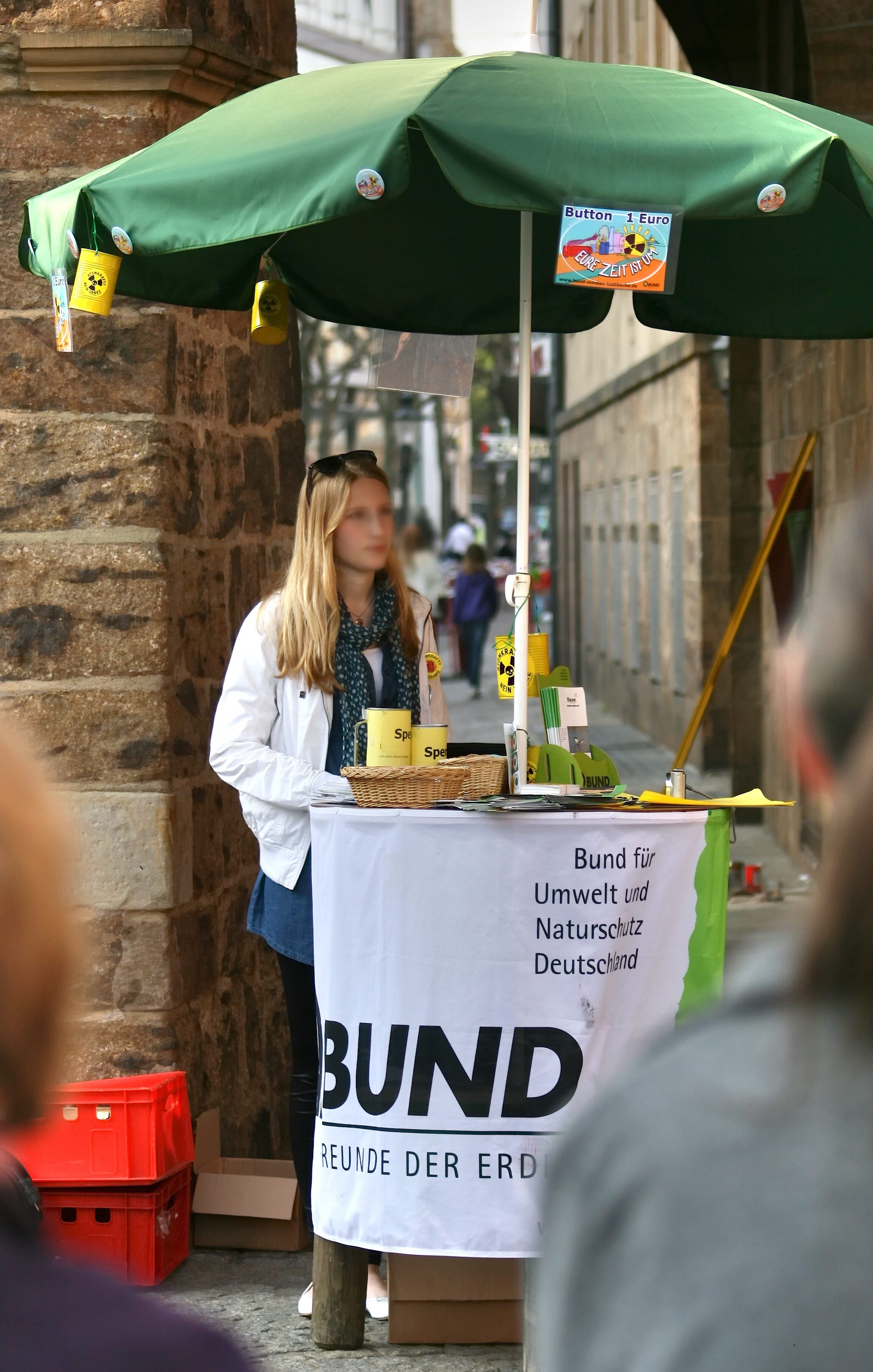
BUND-Infostand im Rahmen einer Anti-Atomkraft-Mahnwache, 2011 in Minden
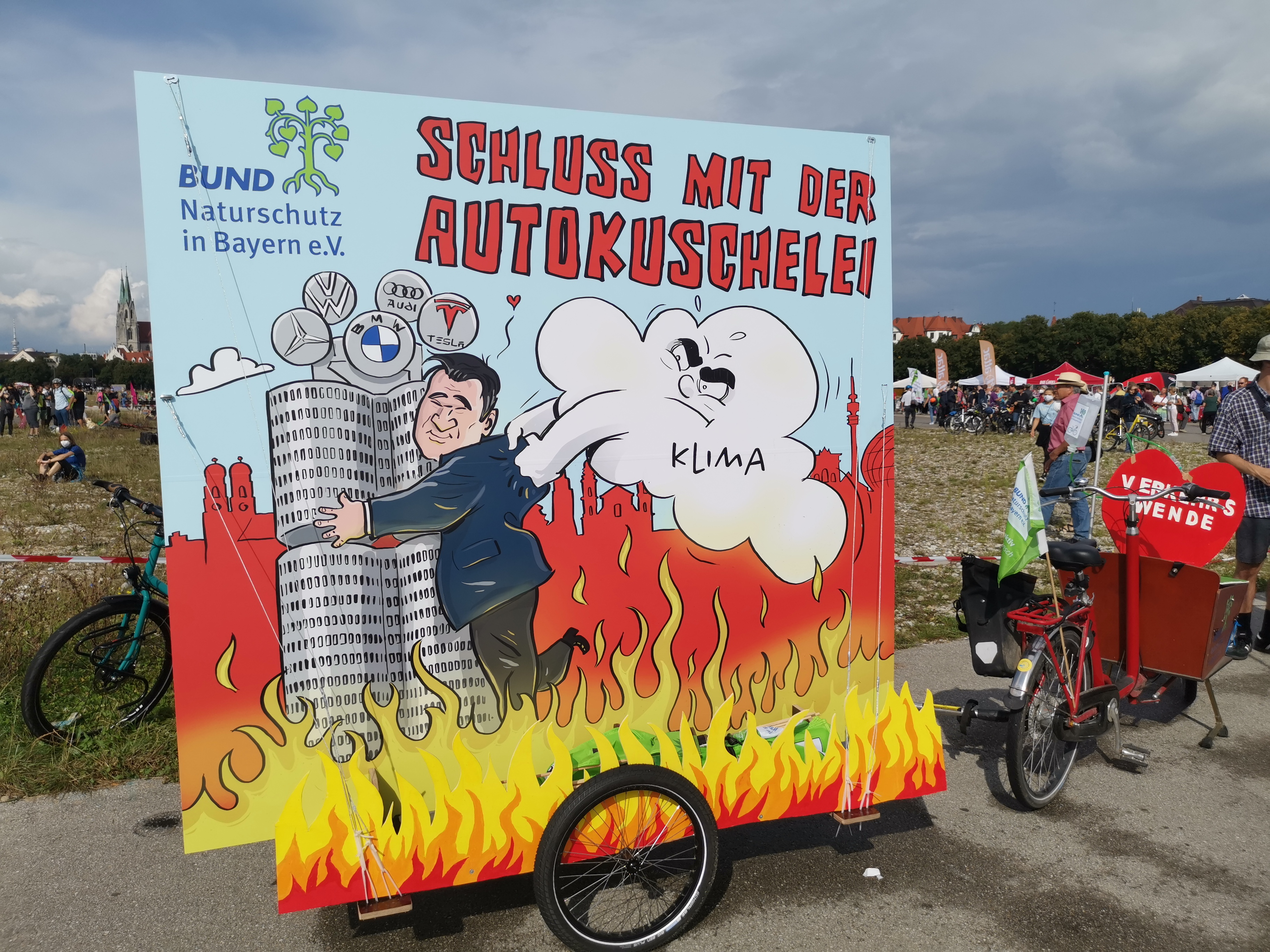
BUND auf der Kundgebung zur Verkehrswende in München zur IAA 2021: Plakat von Markus Söder und der Autolobby
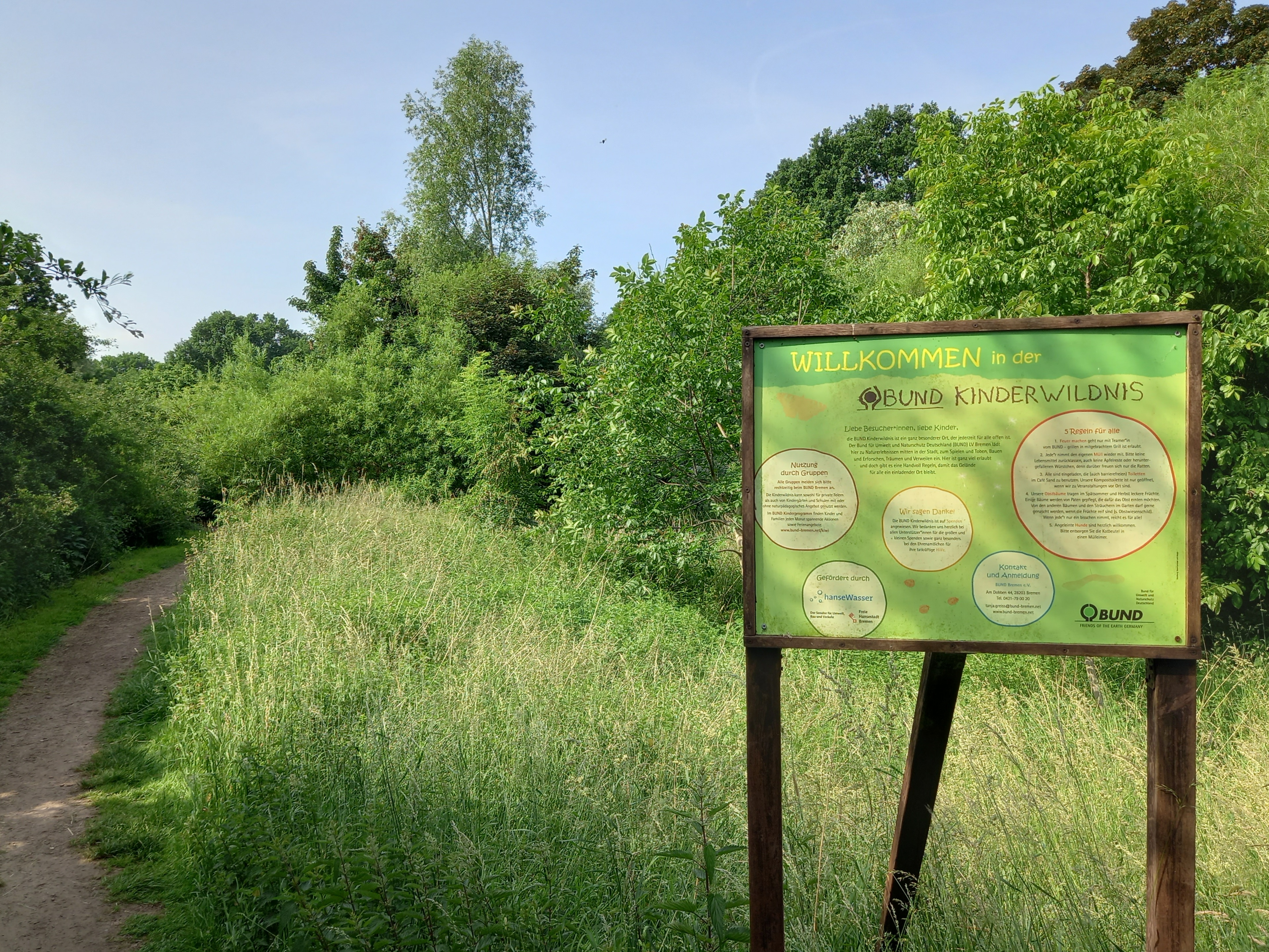
Haupteingang zur „Kinderwildnis“ des BUND Bremen auf dem Stadtwerder im Frühsommer 2025

### Aktivitäten
- Der Verband wird bei Eingriffen in die Natur – vom Pflügen einer geschützten Orchideenwiese über die Ausweisung neuer Baugebiete bis zur Planfeststellung eines Flughafens – angehört, muss also fachlich fundierte Stellungnahmen schreiben. Diese Arbeit wird überwiegend von ehrenamtlichen Mitgliedern mit entsprechender Fachkenntnis übernommen, teilweise auch von den Angestellten des Vereins.
- Viele Mitglieder werden (ehrenamtlich) in den Naturschutzbeirat auf Kreis-, Landes- oder Bundesebene berufen.
- Ortsgruppen pflegen lokale Biotope, geben ihr Wissen durch Führungen weiter und leiten Kindergruppen.
- Der BUND stellt Informationsmaterial in Form von Broschüren, Argumentationen, Hintergrundberichten und Studien zur Verfügung.
- Der BUND ist Mitglied des Grüner Strom Label e. V., der das gleichnamige Gütesiegel für Ökostromangebote vergibt.
- Der BUND ist Mitveranstalter der Demonstrationen unter dem Motto Wir haben es satt!.[17]
- Der BUND beteiligt sich intensiv an der Endlagerdiskussion und stellt ein Mitglied in der Kommission Lagerung hoch radioaktiver Abfallstoffe.

### Projektbeispiele
- 1978: Kampagne Rettet die Vögel; Präsentation des ersten deutschen Solarmobils.
- 1981: Erster öffentlicher Hinweis auf das Waldsterben.
- 1988: Kampagne Garten ohne Gift.
- 1989: Das Projekt Grünes Band Deutschland schützt Biotope entlang der ehemaligen deutsch-deutschen Grenze.
- 1994: Veröffentlichung der ersten Umwelt-Computerliste.
- 1995: Veröffentlichung der Studie Zukunftsfähiges Deutschland mit Misereor.
- 2001: BUND, Deutsche Bahn, NABU, WWF und VCD starteten im April die Aktion Fahrtziel Natur.
- 2003: Das Magazin GEO und der BUND richteten im Grünen Band Deutschland gemeinsam den fünften GEO-Tag der Artenvielfalt aus. 500 Experten kartieren in 24 Stunden mehr als 5200 verschiedene Tier- und Pflanzenarten, darunter auch Arten, die bereits als ausgestorben galten.
- 2004: Der BUND präsentierte mit dem Rettungsnetz Wildkatze sein bislang größtes Artenschutzprogramm. Laut dem vorgestellten „Wildkatzenwegeplan“ sollen bestehende Wälder mit Wildkatzenpopulationen in ganz Deutschland durch ein 20.000 Kilometer langes Netz aus Busch- und Baum-Korridoren verbunden werden.[18]
- 2005: Der BUND startete gemeinsam mit dem ZDF und dem UFZ–Umweltforschungszentrum Leipzig-Halle die Aktion Abenteuer Schmetterling (ab 2006: Abenteuer Faltertage).
- 2005: Die BUNDstiftung wurde gegründet.
- 2006: Das Aktionsbündnis Zukunft statt Braunkohle wurde mit Bürgerinitiativen und anderen Umweltverbänden gegründet.
- 2006: Aktion Atomausstieg selber machen mit anderen Umweltorganisationen.
- 2007: Mit der Zeitung Kohle-Express protestierte der BUND gegen den Bau von mehr als 20 neuen Kohlekraftwerken in Deutschland und die Erweiterung des Braunkohletagebaus.
- 2007: Der Wettbewerb Adbusting prangerte die Autohersteller BMW, Mercedes und Volkswagen an, die entgegen ihren Versprechungen vor allem „Spritfresser“ bewerben.
- 2008: Gemeinsam mit Verbrauchern und unterstützt von Sarah Wiener forderte der BUND mit seiner Aktion Aus Liebe zur Natur. Ohne Gentechnik von Edeka die Kennzeichnung entsprechender Produkte mit dem Etikett „Ohne Gentechnik“.
- 2010: Der BUND Hamburg war Mitinitiator einer Volksinitiative, die das Ziel einer Rekommunalisierung der Energienetze und der Etablierung „echter“ Stadtwerke in Hamburg hatte. Die Initiative aus 24 Organisationen erreichte mit einem Volksbegehren, dass 2013 ein Volksentscheid durchgeführt wurde.[19]
- 2010: Die Aktion Zukunft ohne Gift soll erreichen, dass Kinder ohne Belastung durch schädliche Chemikalien aufwachsen. So können Kindertagesstätten Staubproben aus ihrer Einrichtung beim BUND kostenlos auf Weichmacher testen lassen. Bestimmte chemische Schadstoffe haben eine hormonelle Wirkung und stehen unter Verdacht, zu Unfruchtbarkeit, Diabetes und Krebs zu führen.
- 2011: Start des Projekts „Wildkatzensprung“ (gefördert durch das Bundesprogramm Biologische Vielfalt) mit Aktivitäten zum Schutz der Wildkatze in zehn Bundesländern. In diesem größten Einzelprojekt in der Geschichte des BUND werden zum einen sogenannte „grüne Korridore“ in Hessen (Rothaargebirge-Knüll), Niedersachsen (Harz-Solling), Baden-Württemberg (Region Herrenberg), Rheinland-Pfalz (Westerwald/Taunus-Rothaargebirge) und Thüringen (Region Greiz) gepflanzt. Zum anderen wird in Zusammenarbeit mit dem Forschungsinstitut Senckenberg eine bundesweite Gendatenbank zur Wildkatze entwickelt, um die Populationen und die Wanderungsbewegungen zu dokumentieren und die Schutzmaßnahmen für die Wildkatze zu optimieren. Das Projekt ist mit über 1200 Freiwilligen auch eines der größten „Citizen Science“-Projekte Europas und wurde 2017 erfolgreich abgeschlossen.[20]
- 2012: Die Aktion Stadtnatur informierte über Pflanzen und Tiere in der Stadt und motivierte, selbst Naturräume zu erleben und zu schaffen, z. B. mit urbanem Gartenbau und einem Fotowettbewerb.
- 2012: Mit Stellen Sie die Giftfrage forderte der BUND Verbraucher auf, Anbieter von Produkten nach gefährlichen Inhaltsstoffen zu fragen (siehe REACH-Verordnung). In Kooperation mit dem Umweltbundesamt erleichtert ein Anfrage-Generator die Formulierung.
- 2013: Mit der Bereitstellung der App ToxFox ermöglicht der BUND es Verbrauchern, durch Scannen des Strichcodes von Kosmetika zu ersehen, ob das Produkt hormonell wirkende Chemikalien enthält. Seit 2019 werden auch Nanopartikel angezeigt.[21] Zum Kosmetik-Check kann online auch alternativ einfach die EAN-Nummer eingegeben werden, Protestmails können direkt an die Hersteller geschickt werden. Die Analyse der Chemikalien aus der INCI-Liste der Inhaltsstoffe für etwa 60.000 Pflege- und Kosmetikprodukte geschah in Zusammenarbeit mit der Community Datenbank Codecheck.info.[22] Kritik an der Studie gab es vom Industrieverband Körperpflege- und Waschmittel, die Mengen an potentiell schädlichen Inhaltsstoffen seien zu gering. Andererseits waren Naturkosmetika weitgehend frei von hormonaktiven Substanzen.[23]
- 2013: Die Aktion Wildbienen informierte die Öffentlichkeit über Bedeutung und Bedrohung der über 550 deutschen Wildbienenarten und gab Tipps, wie den Wildbienen geholfen werden kann.
- 2014: Der BUND veröffentlichte den Einkaufsratgeber Mikroplastik – die unsichtbare Gefahr und startete damit eine öffentliche Debatte um Mikroplastik in Kosmetik und den Eintrag von Mikroplastik in die Meere und Flüsse.
- 2015: Das Magazin GEO und der BUND richteten in der Hohen Garbe an der Elbe, dem angrenzenden Garbe-Polder sowie der Aland-Niederung gemeinsam den GEO-Tag der Artenvielfalt aus. Die Experten kartierten in 24 Stunden mehr als rund 1.400 Pflanzen- und Tierarten, darunter eine Pilzart, die erstmals in Deutschland gefunden wurde.
- 2018: Am 23. November 2018 haben der BUND und der Solarenergie-Förderverein Deutschland gemeinsam mit elf Einzelpersonen (unter anderem Josef Göppel[24], Hannes Jaenicke[24] und Volker Quaschning[24]) eine Verfassungsbeschwerde beim Bundesverfassungsgericht (BVerfG) eingelegt. Mit der ersten Klage dieser Art soll der Handlungsdruck für die Politik erhöht werden, mehr zur Bekämpfung des Klimawandels zu tun.[25][26][27]
- 2024: Verfassungsbeschwerde („Verfassungsbeschwerde 2.0“) gegen das Klimaschutzgesetz; BUND gemeinsam mit dem Solarenergie-Förderverein Deutschland[28][29]

### Veröffentlichungen (Auswahl)
- 2013: Der Fleischatlas – Daten und Fakten über Tiere als Nahrungsmittel. In Kooperation mit der Heinrich-Böll-Stiftung und Le Monde diplomatique publiziert der BUND den Fleischatlas (Creative Commons Lizenz: CC-BY-SA). Die Publikation verdeutlicht anhand von Texten und Grafiken Zusammenhänge in der Fleischproduktion und beim Konsum von Fleisch.[30] Mit der Publikation fordert der BUND auch die „Agrarwende“, setzt sich dafür ein, Überproduktionen abzubauen und die kleinbäuerliche Landwirtschaft zu fördern.[31]

- 2022: Im November des Jahres wurde in einem Gemeinschaftsprojekt der Allianz pro Schiene, des deutschen Verkehrssicherheitsrats (DVR) und des BUND erstmals das „Mobilitätsbarometer“ [für Deutschland] veröffentlicht. Es soll von da an jährlich erhoben werden.[32]

## Kampagnen gegen Großprojekte
Als Interessenvertreter des Umwelt- und Naturschutzes ist der Bund verschiedentlich insbesondere gegen einige Großprojekte vorgegangen.
So war etwa zum Weltjugendtag 2005 eine Abschlussmesse des Papstes Benedikt XVI. ursprünglich bei Hangelar geplant. Der BUND reichte einen Widerspruch gegen die behördliche Genehmigung ein. Eine vorherige Kampfmittelräumung auf dem Gelände des Flugplatzes Hangelar, der geplante „Papst-Hügel“ und der Wegebau für die Großveranstaltung würden Fauna und Flora im Naturschutzgebiet Hangelarer Heide zu stark belasten. Die Veranstalter verlegten den Schlussgottesdienst auf das Marienfeld in Kerpen.
Im Februar 2003 reichte der BUND zusammen mit dem NABU beim Hamburgischen Oberlandesgericht eine Klage gegen den geplanten Offshore-Windpark Butendiek ein. Für den Standort seien genug ökologisch sinnvollere Alternativen vorhanden. Die Klage wurde abgewiesen mit der Begründung, dass BUND und NABU als Klagende keine Verletzung eigener Rechte geltend machen könnten. Ein Sprecher des Bundesumweltministeriums kritisierte die Klage und erklärte, dass der Bau des Windparks vielmehr positive Auswirkungen auf die Natur haben werde, da beispielsweise die Fischerei in dessen Umkreis eingeschränkt werde.
Seit Ende der 1970er Jahre engagieren sich die damalige „Hambach Gruppe“ und später auch der BUND gegen den Braunkohlentagebau Hambach und für die Erhaltung des „Hambacher Forsts“. Der BUND führte seit 2009 Klagen gegen die Zulassung des 2. Rahmenbetriebsplanes, gegen die tagebaubedingte Verlegung der Autobahn A 4 und gegen die Hauptbetriebsplanzulassung 2011–2014. Mit einer weiteren Klage gegen die Zulassung des 3. Rahmenbetriebsplans 2020–2030 und den Hauptbetriebsplan 2018–2020 scheiterte der BUND im November 2017 zunächst vor dem Verwaltungsgericht Köln. Einen Vergleichsvorschlag der Gerichtskammer zur Schonung des Hambacher Walds lehnten RWE und das beklagte Land ab. Der BUND erhob direkt anschließend Berufung vor dem zuständigen Oberverwaltungsgericht für das Land Nordrhein-Westfalen (OVG). Mit einem Eilantrag erreichte der BUND am 5. Oktober 2018 beim OVG Münster einen vorläufigen Rodungsstopp für den Hambacher Forst. Am 6. Oktober fand eine vom BUND mitorganisierte Großdemonstration am Wald mit ca. 50.000 Teilnehmern statt. Nach der Zurückweisung der Klage im März 2019 beim Verwaltungsgericht Köln beantragte der BUND im August 2019 die Berufung beim OVG Münster; der Rodungsstopp bleibt vorerst weiter bestehen.[veraltet]

## Kritik
Dem BUND wurde mehrfach die vorzeitige Rücknahme von Klagen gegen naturbedrohende Bauvorhaben aufgrund finanzieller Vorteile vorgeworfen. So warf Der Spiegel der Organisation erstmals im Jahr 1997 „Ablasshandel“ vor. Der BUND Thüringen habe 1996 nach einer zweckgebundenen Spende der VEAG in Höhe von 7 Millionen DM eine Klage gegen das Pumpspeicherwerk Goldisthal fallen gelassen. Nach Darstellung des BUND waren die Erfolgsaussichten der Klage gering, gleichwohl stehe der Landesverband Thüringen dem Pumpspeicherwerk aus Naturschutzsicht weiter kritisch gegenüber. Das Geld wurde zur Gründung der Naturstiftung David eingesetzt.
Neben dem Spiegel kritisierten auch der NDR und das Magazin Panorama Zugeständnisse des BUND und anderer Umweltverbände nach finanziellen Ausgleichsleistungen erneut als „Ablasshandel“ und „Tauschgeschäfte“. So hatte der BUND Niedersachsen (zusammen mit dem WWF) 2006 eine Klage gegen die geplante Vertiefung der Ems für die Überführung von Kreuzfahrtschiffen zurückgezogen, nachdem in einem Vergleich die Zahlung von 9 Millionen Euro in ein neu geschaffenes Sondervermögen Emsfonds vereinbart wurde. Über die Verwendung dieser Mittel für Projekte im Ems-Dollart-Gebiet entscheidet ein neugeschaffenes sechsköpfiges Gremium, das auf Dauer mit einem Mitglied des BUND besetzt ist. Der BUND Schleswig-Holstein hatte 2008 ein Klageverfahren gegen den Ausbau des Lübecker Flughafens beendet, nachdem Kompensationsleistungen in eine Naturschutz-Stiftung für die Grönauer Heide ausgehandelt worden waren. Im Jahr 2011 zog der BUND Niedersachsen eine Klage gegen den geplanten Offshore-Windpark Nordergründe vor Wangerooge zurück, nachdem in einem Vergleich die Zahlung von rund 800.000 Euro vereinbart wurde, die später in einen zweckgebundenen, vom BUND verwalteten Fonds fließen sollten.
Der Mitbegründer des Verbandes Enoch zu Guttenberg begründete im Mai 2012 seinen Austritt unter anderem mit dem Verdacht der Käuflichkeit des BUND. Seiner Überzeugung nach sei es vor allem um finanzielle Vorteile gegangen, als der BUND Klagen gegen den Windpark in Nordergründe und die Elbvertiefung zurückgezogen und dafür von den Betreibern Stiftungsgelder erhalten habe. Außerdem lehnte er die seiner Meinung nach landschaftszerstörenden Windkraftanlagen außerhalb bebauter Flächen ab. Der BUND habe sein Ziel – die Natur und deren Schutz – verfehlt.
Der BUND wies die Vorwürfe der Bestechlichkeit mehrfach zurück: Im Rahmen von Vergleichen seien sinnvolle Lösungen gefunden worden, die zu naturverträglicheren Planungen geführt hätten. Vergleiche gegen Geld würden zudem nur einen minimalen Anteil an den Verbandsklagen des BUND ausmachen. Die Organisation befürworte den Ausbau der erneuerbaren Energien grundsätzlich und gehe nur in Einzelfällen gerichtlich gegen offenkundige Fehlplanungen vor. Beim Windpark Nordergründe seien neben einer geringeren Anlagenzahl deutlich reduzierte Umweltauswirkungen und umfangreiche Monitoringmaßnahmen zu den Auswirkungen auf den Vogelzug erreicht worden. Auch zum – nicht realisierten – Flughafenausbau in Lübeck sei ein Umfang an Eingriffsminderungen und Kompensationsleistungen ausgehandelt worden, der über eine Klage niemals hätte erreicht werden können.

## Verleihung von Umweltpreisen

### Bodo-Manstein-Medaille
| 1980 | Hans Christoph Binswanger: Ökologisierung der Wirtschaftspolitik                            |
| 1981 | José Lutzenberger, deutsch-brasilianischer Politiker und Umweltaktivist                     |
| 1982 | Otto Koenig, österreichischer Vogelkundler und Kulturethologe                               |
| 1983 | Jörg Zink, Theologe und Sprecher der Friedens- und Ökologiebewegung                         |
| 1984 | Rolf Wandschneider, Holger Wesemüller, Karel van der Zwiep, John Frederiksen: Nordseeschutz |
| 1985 | Bernd Lötsch, österreichischer Naturkundler, Donauauen-Institut                             |
| 1986 | Sepp Bichler, Biobauer                                                                      |
| 1987 | Otmar Wassermann, Ökotoxikologe                                                             |
| 1988 | Dagi und Karl Werner Kieffer, Stiftung Ökologie & Landbau / mittlere Technologie            |
| 1989 | Anne Calatin, Umweltmedizinerin Reinhold Konstanty, DGB-Umweltreferent                      |
| 1991 | Prinz Charles: Ökolandbau                                                                   |

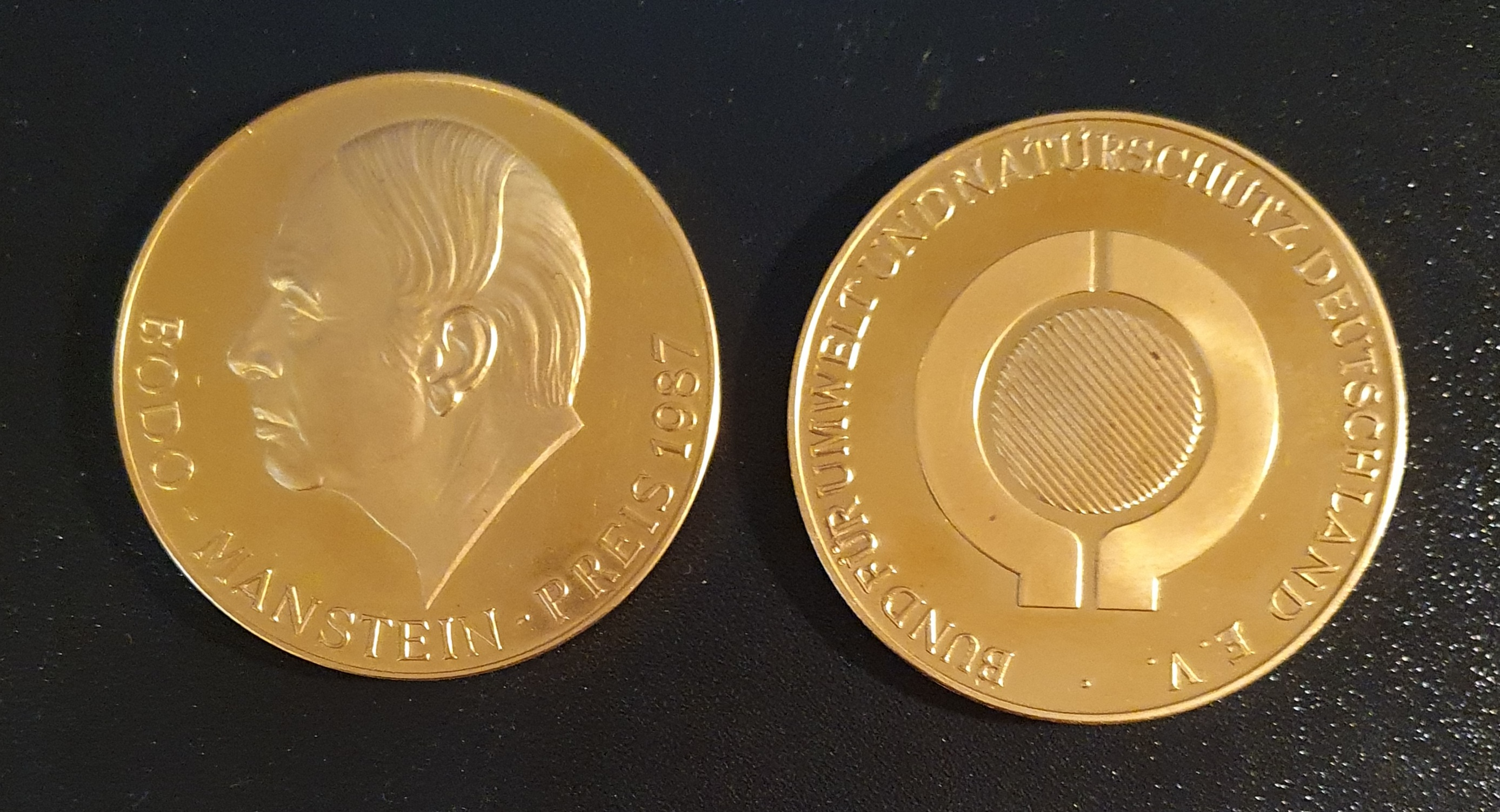
Bodo-Manstein-Medaille

Von 1980 bis 1991 verlieh der BUND die nach dem ersten Vorsitzenden benannte Bodo-Manstein-Medaille für besondere Verdienste im Natur- und Umweltschutz. Auf der Medaille war zu seinem Gedenken das Porträt Bodo Mansteins im Profil abgebildet; der Mediziner und Umweltschützer der ersten Stunde war zum Zeitpunkt der ersten Verleihung bereits verstorben.

### BUND-Forschungspreis
Seit 2017 verleiht der BUND jährlich den Forschungspreis für wissenschaftliche Arbeiten zur Nachhaltigen Entwicklung an Universitäts-Absolventen. Der Preis wird in den Kategorien Bachelorarbeit, Masterarbeit und Dissertation (auch Forschungsarbeit) verliehen und ist mit Geldpreisen von 500 Euro, 1.000 Euro und 2.500 Euro dotiert. Die Preisträger arbeiteten an unterschiedlichsten Themen, beispielsweise 2019 an biologischer Schädlingsbekämpfung im Ackerbau, am deutschen Schienengüterverkehr des Jahres 2040 oder am Weltaktionsprogramm „Bildung für eine nachhaltige Entwicklung“.

### Auszeichnungen von Landesverbänden
Seit 2009 verleiht der BUND Hessen den Eduard-Bernhard-Preis an Menschen, die sich durch starkes Engagement für Umwelt und Naturschutz auszeichnen. Der Bund Naturschutz in Bayern verleiht seit 1970 die Bayerische Naturschutzmedaille für besonderes Engagement im BN. Mit der Karl-Gayer-Medaille ehrt der Bund Naturschutz Bayern – in Abstimmung mit der Arbeitsgemeinschaft Naturgemäße Waldwirtschaft – seit 1977 Personen, die sich um die naturgemäße Waldwirtschaft verdient gemacht haben. Die höchste Auszeichnung Bayerns im Naturschutzbereich ist der Bayerische Naturschutzpreis des Bund Naturschutz, der seit Anfang der 1970er Jahre verliehen wird.
Der BUND Berlin vergab von 2005 bis 2014 den Berliner Umweltpreis in den Kategorien Umweltengagement, Kinder und Jugend und Wirtschaft und Innovation.
Der BUND Baden-Württemberg zeichnet seit 2007 Naturschützer mit dem Gerhard-Thielcke-Naturschutzpreis aus. Der Naturschutzpreis entstand zum 75. Geburtstag des BUND-Ehrenvorsitzenden und Mitbegründers Gerhard Thielcke, der auch die Vergabe-Kriterien formuliert hat.
Der Arbeitskreis Energie des BUND Nordrhein-Westfalen vergab 2009 und 2010 den mit 1000 Euro dotierten BUND-Energiepreis für umweltfreundlichen Umgang mit Energie. Für den Preis konnten sich vorzugsweise BUND-Gruppen bewerben, aber auch Bürgerinitiativen, Einzelpersonen und Firmen, sofern das Projekt einen direkten Nutzen für die Umwelt hatte, innovativ war und zum Nachmachen animierte.
Auch Orts- und Kreisgruppen des BUND verleihen regelmäßig regionale Umweltpreise für herausragende Leistungen für die Umwelt – sowohl positive wie auch negative. Unbeliebt bis gefürchtet sind Negativpreise: Verantwortliche werden für Umweltsünden und ökologische Fehltritte öffentlich kritisiert; die Möglichkeit, bei der Verleihung Stellung zu nehmen, wird nur selten genutzt.

## Natur & Umwelt Service und Verlags GmbH
Die Natur & Umwelt Service und Verlags GmbH wurde 1977 gegründet und ist eine hundertprozentige Tochter des BUND. Sie ist Dienstleisterin im Versand und Projektmanagement für den BUND, übernimmt aber auch Funktionen für externe Auftraggeber. Zum Beispiel wickelt sie seit 2002 für das Bundesumweltministerium den Wettbewerb Don Cato ab, der Kinder mit Fragen des Natur- und Umweltschutzes vertraut machen soll. Darüber hinaus betreibt sie den BUNDladen, in dessen Internetshop und Katalog Schön ökologische Artikel angeboten werden.

## Corporate Design

Früheres Logo

Der ursprüngliche Name Bund für Natur- und Umweltschutz Deutschland wurde 1977 in die heutige Form geändert, so dass aus der Abkürzung BNUD das Apronym BUND entstand, das Teil der Corporate Identity des Vereins wurde. Das Vereins-Logo zeigt links neben dem Schriftzug BUND ein grafisches Element, das den Erdball symbolisieren soll, der von zwei schützenden Händen umschlossen wird. Der Logo-Entwurf stammte von Rudolf Schreiber, einem Mitglied des Gründungsvorstands des Umweltverbands. Der BUND ist deutsches Mitglied des internationalen Naturschutznetzwerkes Friends of the Earth, weswegen der Zusatz Friends of the Earth Germany (früherer Zusatz in deutscher Sprache: Freunde der Erde) Element der heutigen Marke des Vereins ist.

## BUND-Stiftungen
Dem BUND-Bundesverband steht seit 2005 die gemeinnützige BUNDstiftung mit Sitz in Schwerin zur Seite. Die Stiftung startete mit 50.000 Euro Kapital und lag durch Spenden, Zustiftungen, Erbschaften und Stifterdarlehen zehn Jahre nach der Gründung bei drei Mio. Euro. Die Stiftung fördert Großprojekte wie die Arbeit am Grünen Band, die Auenwälder an der Mittelelbe (Hohe Garbe) und die Goitzsche-Wildnis bei Bitterfeld.
Viele der rechtlich eigenständigen BUND-Landesverbände haben ebenfalls für ähnliche Zwecke eine gemeinnützige Stiftung ins Leben gerufen. Das Gründungskapital stammt teils aus eigenen Rücklagen, teils aus Ersatzzahlungen für große Baumaßnahmen. Die Stiftungen agieren rechtlich unabhängig von den BUND-Verbänden; oft sind BUND-Aktive (auch federführend) an der Stiftungsleitung beteiligt. Die Stiftungen nach Gründungsdatum:
- Momo-Stiftung (Baden-Württemberg): Die 1993 vom BUND Baden-Württemberg gegründete Momo-Stiftung fördert Projekte, die Kindern und Jugendlichen ein besseres Verständnis für ihre Umwelt und die Natur vermitteln. Namenspatin war das Mädchen Momo von Michael Ende.[61]

- Naturstiftung David (Thüringen): Der Thüringer Landesverband gründete 1998 die Naturstiftung David, die auch Mitglied im Deutschen Naturschutzring ist.[62] Die Stiftung hat Arbeitsschwerpunkte in den Feldern Naturschutz, Erneuerbare Energien und Energieeinsparung.
- BUND NRW Naturschutzstiftung: Der Landesverband Nordrhein-Westfalen rief 2002 die Naturschutzstiftung ins Leben, die jährlich den Schmetterling des Jahres auszeichnet.[63]

- Bund Naturschutz Stiftung (Bayern): Der Bund Naturschutz in Bayern hat 2007 eine selbstständige Stiftung errichtet. Zu den geförderten Projekten gehören das Grüne Band, der Ankauf naturnaher Flächen und die Umweltbildung.[64]
- BUND Hessen-Naturschutzstiftung: Der Landesverband hat 2009 die Naturschutzstiftung eingerichtet.[65] Gefördert werden Erwerb und Pflege von Naturschutzflächen, Umweltbildung sowie Natur- und Umweltschutzprojekte des BUND.
- Stiftung Ausgleich Altenwerder (Hamburg): 2009 hat der BUND die Stiftung gegründet, um Werte in der Natur zu verbessern, wiederherzustellen und langfristig zu sichern. Der Arbeitsschwerpunkt liegt im Naturraum der Tideelbe im Bereich Hamburg, südlich der Norderelbe.[66]

- Stiftung Naturlandschaft (Niedersachsen): Die Stiftung wurde 2010 gegründet. Sie hat ihren Sitz in Hannover, die Geschäftsstelle befindet sich in einer Wasserburg in Königslutter, die zu einem vielseitigen Natur- und Wissenschaftszentrum ausgebaut ist.[67] Neben BUND und NABU unterhalten auch viele andere Verbände hier ihre Geschäftsstelle, z. B. der Landesverband Bürgerinitiativen Umweltschutz, das Freilicht- und Erlebnismuseum Ostfalen und der Geopark Harz – Braunschweiger Land – Ostfalen.